# کلاه بولر

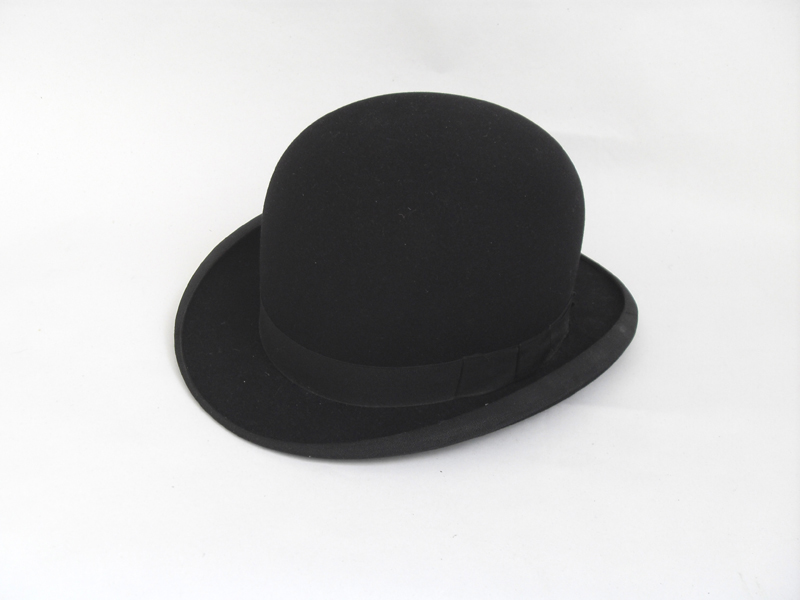
کلاه بولر در اواسط دههٔ ۲۰ میلادی.

کلاه بولر (انگلیسی: Bowler hat) که با نام‌های بیلی‌کاک، کلاه باب، بامبین (اسپانیایی) و دربی (آمریکا) هم شناخته می‌شود، نوعی کلاه نمدی لبه‌دار سخت است که برآمدگی بالای آن گرد است و در سال ۱۸۴۹ در شهر لندن توسط توماس و ویلیام بولر طراحی و ساخته شد. این کلاه با لباس‌های نیمه‌رسمی و غیررسمی پوشیده می‌شود و به سبب دوام خوب، در نیمهٔ دوم قرن نوزدهم میلادی در میان طبقه کارگر در بریتانیای کبیر، ایرلند، ایالات متحده آمریکا و پس از آن، در میان طبقه متوسط و طبقه فرادست در بریتانیا و ساحل شرقی آمریکا محبوبیت و رواج داشت.

## چهره‌های سرشناسی که کلاه بولر بر سر داشتند
- وینستون چرچیل
- خوزه ریزال
- چارلی چاپلین
- لورل و هاردی
- بینگ کرازبی
- جان کلیز
- کرلی هاوارد
- پاتریک مکنی
- جان بونام از گروه لد زپلین
- لو کاستلو از گروه ابوت و کاستلو
- کرلی هاوارد یکی از سه کله‌پوک
- بوی جرج در دههٔ ۱۹۸۰
- شخصیت الکس دلارج در پرتقال کوکی
- دیوید تاملینسون در مری پاپینز
- دوپونت و دوپونط و پروفسور تورنسل در ماجراهای تن‌تن
- تام بیکر در نقش دکتر چهارم در دکتر هو